# Xã Center-District 1, Quận Norton, Kansas
Xã Center-District 1 (tiếng Anh: Center-District 1 Township) là một xã thuộc quận Norton, tiểu bang Kansas, Hoa Kỳ. Năm 2010, dân số của xã này là 1.393 người.